# Karl von Steinaecker (Politiker)
Karl Bruno Heinrich Franz August Freiherr von Steinaecker, auch von Steinäcker, (* 7. Februar 1809; † 10. November 1893) war ein preußischer Rittergutsbesitzer und Politiker.
Er stammte aus der Linie Rosenfelde der adligen Familie von Steinaecker. Sein Großvater Franz von Steinaecker (* 1750; † 1832) war Landrat des Kreises Greifenhagen und hatte 1779 das in diesem Kreis gelegene Rittergut Rosenfelde gekauft. Sein gleichnamiger Vater Karl von Steinaecker (* 1778; † 1854) war ebenfalls Rittergutsbesitzer von Rosenfelde und Landrat.
Karl von Steinaecker erbte das Rittergut Rosenfelde und wurde Ehrenritter des Johanniterordens und Landschaftsdeputierter des Kreises Greifenhagen. Im Jahre 1868 wurde er auf Präsentation des alten und des befestigten Grundbesitzes im Landschaftsbezirk Herzogtum Stettin Mitglied des Preußischen Herrenhauses, dem er bis zu seinem Tod angehörte.
Karl von Steinaecker war mit Euphemie von Eickstedt-Peterswaldt (* 1823; † 1862) verheiratet, einer Tochter des pommerschen Generallandschaftsdirektors Friedrich Graf von Eickstedt-Peterswaldt. Aus der Ehe gingen ein Sohn und zwei Töchter hervor. Die Tochter Karoline Mathilde Veronika Elsbeth (* 1847) heiratete den Rittergutsbesitzer und Parlamentarier Hasso von Flemming, Euphemia Marie Auguste (* 14. Dezember 1854) heiratete 1873 den Grafen Adolf von Bassewitz-Behr, Herr auf Lützow. Der Sohn Fritz von Steinaecker (* 1849; † 1918) wurde Generallandschaftsdirektor und Parlamentarier.
Richard von Flemming war ein Enkel. 

## Genealogie
- Gothaisches Genealogisches Taschenbuch der Freiherrlichen Häuser 1921. Einundsiebzigster Jahrgang, Justus Perthes, Gotha 1920, S. 907 f. Online